# Janko Omahen
Janko Omahen, slovenski arhitekt, * 24. december 1898, Postojna, † 29. avgust 1980, Ljubljana.

## Življenje in delo
Rodil se je očetu Gustavu in materi Franji (rojena Mušič). Po končani gimnaziji v Ljubljani (1918) je v šolskem letu 1919/1920 študiral tehniko v Pragi in 1920–1922 na Tehniški fakulteti v Ljubljani (5. semestrov), nato arhitekturo pri Jožetu Plečniku in Ivanu Vurniku ter leta 1927 diplomiral. Leta 1925 je bil nastavljen pri Delniški tiskarni v Ljubljani, kjer je z Domicijanom Serajnikom vodil grafični oddelek. Tu sta izdelovala plakate, diplome, prospekte, knjižne opreme, osnutke za vezave, urejala tisk in ilustrirala. Prva sta začela uporabljati domačo narodno ornamentiko v smislu sodobne uporabne grafike. Leta 1929 sta s Serajnikom ustanovila skupen projektivni atelje in se posvetila zlasti notranji opremi (pohištvo, lestenci, okovje, preproge). Skupaj sta projektirala Šlajmerjev dom v Ljubljani (1930). Čeprav je zagovarjal funkcionalizem, se ni bistveno oddaljil od Plečnikovih načel in njegovega dekorativizma. Večjo izvirnost je Omahen pokazal na področju knjižne opreme. Po končani vojni je poučeval na Šoli za umetnostno obrt v Ljubljani in opremil nekaj reprezentativnih lokalov in notranjščin (knjigarna Cankarjeve založbe v ljubljanskem Nebotičniku, SAZU).
Pisal je propagandne članke za sodobno uporabno umetnost in arhitekturo v Ženi in domu, Prijatelju, Arhitekturi, Vodnikovi pratiki in Slovenskem tisku. Leta 1976 je izdal knjigo spominov Izpoved, v kateri je z literarnim čutom opisal življenje na arhitekturnem oddelku ljubljanske Tehniške fakultete.
Od leta 1929 je redno razstavljal na razstavah pohištva na velesejmu v Ljubljani. Omahnovo delo ima velik pomen za napredek slovenskega tiska, knjižne opreme, pohištvene obrti in drugih dekorativnih strok.